# Irina Nowikowa
Irina Nowikowa, ros. Ирина Новикова (ur. 20 kwietnia 1995) – rosyjska pływaczka, specjalizująca się głównie w stylu klasycznym.
Wicemistrzyni Europy z Debreczyna na 50 m stylem klasycznym, trzykrotna medalistka Mistrzostw Europy Juniorów z 2011 roku, trzykrotna medalistka mistrzostw świata juniorów.